# أدريان لوغان
أدريان لوغان (بالإنجليزية: Adrian Logan)‏ هو مقدم تلفزيوني بريطاني، ولد في 1 أغسطس 1955 في دانغنون ‏ في المملكة المتحدة.